# 아하렌 양은 알 수가 없어
《아하렌 양은 알 수가 없어》(일본어: 阿波連さんははかれない 아하렌 산와 하카레나이[*])는 미즈 아사토가 지은 일본의 만화이다. 웹 코믹 사이트 《소년 점프+》(슈에이샤)에서 2017년 1월 29일부터 2023년 4월 30일까지 격주 일요일 갱신으로 연재되었다.

## 줄거리
어떤 고등학교에 다니는 아하렌 레이나는 사람과의 거리를 재는 것이 서툴다. 입학하고 옆자리에 있는 라이도는 그녀와 거리를 느끼고 있었다. 어느 날 레이나가 떨어뜨린 지우개를 주운 것을 계기로 라이도는 그녀의 남과의 거리를 조절하지 못하는 성격과 고독한 과거를 알게 된다. 다시 잴 수 없는 행동을 한 것을 사과하고 그녀는 다시 고독으로 돌아가려 하지만 라이도가 이를 받아들이면서 둘은 마음을 터놓는다. 이후 레이나와 라이도는 곧잘 터놓고 지내게 된다.
무엇에 빠진 레이나를 사귀어 스스로도 사로잡히거나, 이상한 몸짓에서 좋지 않은 미래를 망상해 그만두게 하려는 등, 그녀의 예측 불가능한 움직임에 라이도는 언제나 농락당한다. 하지만 같은 반 친구나 동네 초등학생도 같이 지내는 사이에 두 사람의 거리는 점점 좁혀져 갔다.

## 등장인물

### 주요 인물
아하렌 레이나(阿波連 れいな)
성우 - 미나세 이노리
본작의 주인공. 다른 사람과 거리를 두는 것이 몸으로도 마음으로도 서투른 여학생.
은색의 세미 롱 헤어와 작은 몸이 특징. 반에서는 좌측 뒤에 앉고, 자주 우울하게 밖을 보고 있다.
라이도 쇼타(来堂 章太)
성우 - 테라시마 타쿠마, 마츠이 에리코(어린 시절)
본작의 파트너. 매우 평범한 남학생. 주위에는 주로 라이도 군이라고 불린다. 이름은 마지막 권인 17권의 특별판에서야 나온다.

### 고등학교 관련 인물
오오시로 미츠키(大城 みつき)
성우 - M·A·O
언제나 곤란한 얼굴로 얼굴을 붉히고 있는 여학생. 레이나의 소꿉친구.
이시카와(石川)
성우 - 카키하라 테츠야
라이도와 레이나의 클래스메이트. 사토의 소꿉친구. 꽃미남의 좋은 청년이며 의사소통 능력이 뛰어나 친구들이 많다. 운동 능력도 높아 예전에는 배드민턴부에 소속돼 있었다.
사토 하나코(佐藤 ハナコ)
성우 - 쿠스노키 토모리
라이도우와 레이나의 클래스메이트. 소꿉친구인 이시카와에게 호의를 품고 있다.
타마나하 리쿠(玉那覇 りく)
성우 - 토야마 나오
2학년부터 전학생. 제71화에서 첫 등장.
헐벗은 제복, 슈슈로 정리한 흰 머리, 갈색 피부 같은 갸루풍의 용모. 명랑한 성격. 전학하자마자 레이나를 귀여워해, 가게에 데리고 다닌다.
미야히라 선생님(宮平先生)
성우 - 코자카이 유리에
체육 교사. 레이나의 1학년 때의 반을 담임.
토바루 선생님(桃原先生)
성우 -하나자와 카나
고문 교사. 레이나의 2학년 때의 반을 담임.
헨잔 선생님(平安山先生)
성우 - 사에키 이오리
영어 교사. 레이나의 3학년 때의 반을 담임.

### 가족
라이도의 여동생
성우 - 나가에 리카
여중생.
아하렌 렌(阿波連 れん)
성우 - 쿠노 미사키
레이나의 남동생. 초등학생.
아하렌 에루(阿波連 える)
성우 - 히다카 리나
레이나의 여동생. 중학생.
아하렌 아이(阿波連 あい)
성우 - 미나세 이노리
아하렌 남매의 어머니.
누이(ヌイ)
성우 - 테라시마 타쿠마
아하렌의 집에서 기르는 개.

### 그 외의 등장인물
아츠시(あつし)
성우 - 후지와라 나츠미
근처의 남자 초등학생. 모자를 쓰고 있고 반창고가 붙여져 있다. 소꿉친구인 후타바의 감정을 잘 이해하지 못한다.
후타바(ふたば)
성우 - 사시데 마리아
근처의 여자 초등학생. 오델로를 잘 두지만 요리는 못한다.

## 서지 정보
- 미즈 아사토 《아하렌 양은 알 수가 없어》 슈에이샤 〈점프 코믹스〉, 전 17권
  1. 2017년 8월 9일 발행(2017년 8월 4일 발매[3]), ISBN 978-4-08-881090-4
  2. 2017년 12월 9일 발행(2017년 12월 4일 발매[4]), ISBN 978-4-08-881301-1
  3. 2018년 4월 9일 발행(2018년 4월 4일 발매[5]), ISBN 978-4-08-881396-7
  4. 2018년 7월 9일 발행(2018년 7월 4일 발매[6]), ISBN 978-4-08-881525-1
  5. 2018년 11월 7일 발행(2018년 11월 2일 발매[7]), ISBN 978-4-08-881635-7
  6. 2019년 4월 9일 발행(2019년 4월 4일 발매[8]), ISBN 978-4-08-881805-4
  7. 2019년 8월 7일 발행(2019년 8월 2일 발매[9]), ISBN 978-4-08-882023-1
  8. 2020년 1월 9일 발행(2020년 1월 4일 발매[10]), ISBN 978-4-08-882181-8
  9. 2020년 5월 18일 발행(2020년 5월 13일 발매[11]), ISBN 978-4-08-882287-7
  10. 2020년 10월 7일 발행(2020년 10월 2일 발매[12]), ISBN 978-4-08-882434-5
  11. 2021년 3월 9일 발행(2021년 3월 4일 발매[13]), ISBN 978-4-08-882563-2
  12. 2021년 8월 9일 발행(2021년 8월 4일 발매[14]), ISBN 978-4-08-882737-7
  13. 2022년 4월 9일 발행(2022년 4월 4일 발매[15]), ISBN 978-4-08-883075-9
  14. 2022년 6월 8일 발행(2022년 6월 3일 발매[16]), ISBN 978-4-08-883124-4
  15. 2022년 10월 9일 발행(2022년 10월 4일 발매[17]), ISBN 978-4-08-883276-0
  16. 2023년 4월 9일 발행(2023년 4월 4일 발매[18]), ISBN 978-4-08-883466-5
  17. 2023년 8월 9일 발행(2023년 8월 4일 발매[19]), ISBN 978-4-08-883611-9

## TV 애니메이션
2022년 4월부터 6월까지 마이니치 방송·TBS 텔레비전 '아니메이즘' B2 시간대 등에서 제1기가 방송되었다.
제2기 《아하렌 양은 알 수가 없어 season2》가 2025년 4월부터 6월까지 TOKYO MX 등에서 방송되었다.

### 스태프
- 원작 - 미즈 아사토
- 총감독 - 야마모토 야스타카
- 감독 - 마키노 토모에
- 시리즈 구성 - 요시오카 타카오
- 캐릭터 디자인 - 야히로 유코
- 프롭 디자인 - 후쿠치 토모키
- 미술 감독 - 쿠라타 켄이치
- 색채 설계 - 타나카 치하루
- 촬영 감독 - 이와이 카즈야
- 특수 효과 - 키무라 미노리
- CG 디렉터 - 스즈키 마사오미
- 편집 - 야마다 키요미
- 음악 - 코사키 사토루, 올리버 굿(제1기), 이노우에 케이타(제1기), MONACA(제2기)
- 음향 감독 - 아베 노부유키
- 프로듀스 - 아이자와 료
- 프로듀서(제1기) - 기동휘, 하야시 타츠로, 카메이 히로시
- 프로듀서(제2기) - 무라카미 마아사, 오자키 호노카
- 애니메이션 프로듀서 - 나카 토모히토, 키쿠치 유타
- 애니메이션 제작 - FelixFilm
- 제작 - 빌리빌리

### 주제가
멀어지지 않는 거리(はなれない距離)
TrySail에 의한 제1기 오프닝 테마. 작사·작곡은 KHAi, 편곡은 키시다 유키.
거리감(キョリ感)
하코니와릴리에 의한 제1기 엔딩 테마. 작사·작곡은 MARUMOCHI BOYS, 편곡은 HoneyWorks.
AHAREN HEART
아하렌 레이나(미나세 이노리)에 의한 제1기 제3화 엔딩 테마. 작사는 야기누마 카나, 작곡·편곡은 코사키 사토루.
미열마(微熱魔)
계속 한밤중이면 좋을 텐데.에 의한 제2기 오프닝 테마. 작사·작곡은 ACAね, 편곡은 100번 구토, ZTMY.
트와일라잇(トワイライト)
shallm에 의한 제2기 엔딩 테마. 작사·작곡은 lia, 편곡은 Naoki Itai, Yusuke Koshiro.

### 에피소드 목록
| 화수   | 제목                                         | 각본              | 그림 콘티                         | 연출                            | 작화 감독 | 총작화 감독                                                                       | 방송일         |
| 제1기  | 제1기                                        | 제1기             | 제1기                             | 제1기                           | 제1기 | 제1기                                                                             | 제1기          |
| ------ | -------------------------------------------- | ----------------- | --------------------------------- | ------------------------------- | --- | --------------------------------------------------------------------------------- | -------------- |
| 제1화  | 近すぎじゃね? 너무 가깝지 않아?              | 요시오카 타카오   | 마키노 토모에                     | 마키노 토모에                   | 하기와라 미치루 요네다 키시 토모다 미치코 와다 카츠유키 | 이와사 토모코 야히로 유코                                                         | 2022년 4월 2일 |
| 제2화  | 尾行られてるんじゃね? 미행당하고 있지 않아?  | 히사오 아유무     | 야마모토 리오리                   | 하마다 쇼                       | 토모다 미치코 우사미 쇼헤이 와다 카츠유키 | 미시마 치에                                                                       | 4월 9일        |
| 제3화  | 席替えじゃね? 자리 바꾸기 아냐?              | 코츠코츠          | 타카모토 요시히로                 | 안도 켄                         | 하기와라 미치루 星和伸 요네다 키시 | 후쿠치 토모키                                                                     | 4월 16일       |
| 제4화  | ハマリすぎじゃね? 너무 빠진 거 아냐?         | 요시오카 타카오   | 츠지 하츠키                       | 오타니 마사히토                 | 사쿠라이 타쿠로 후쿠에 미츠에 蒙晏妮 唐安舒 林骏 黄凤 郭婷 | 이와사 토모코                                                                     | 4월 23일       |
| 제5화  | 太りすぎじゃね? 너무 찌지 않았어?            | 히사오 아유무     | 이이다 시게히사                   | 이이다 시게히사                 | 야마모토 리오리 우사미 쇼헤이 오오노 츠토무 토모다 미치코 후에키 유나                                                                                                  | 미시마 치에                                                                       | 4월 30일       |
| 제6화  | 強すぎじゃね? 너무 강하지 않아?              | 코츠코츠          | 시키시마 히로히데                 | 야노 타카노리                   | 이치하시 유이치 사이토 다이스케 하시모토 호다카 와다 카츠유키 토모다 미치코 요네다 키시 하기와라 미치루                                                                | 후쿠치 토모키                                                                     | 5월 7일        |
| 제7화  | 芸術じゃね? 예술 아냐?                       | 요시오카 타카오   | 야마모토 리오리                   | 타카무라 유타                   | 히무로 요우 오오나리 마코 타니구치 아키코 | -                                                                                 | 5월 14일       |
| 제8화  | 夏祭りじゃね? 여름 축제 아냐?                | 히사오 아유무     | 마키노 토모에                     | 안도 켄                         | 하기와라 미치루 시게쿠니 히로코 호시 카즈노부 나카조노 진 | 미시마 치에                                                                       | 5월 21일       |
| 제9화  | 風邪じゃね? 감기 아냐?                       | 코츠코츠          | 타카모토 요시히로                 | 야마모토 타츠미                 | 蒙晏妮 王其琪 章魚 何紫薇 权伍骥 徐学文 | 모리카와 유키                                                                     | 5월 28일       |
| 제10화 | キャンプじゃね? 캠핑 아냐?                   | 요시오카 타카오   | 야마모토 야스타카 야마모토 리오리 | 마키노 토모에 야노 타카노리     | 토모다 미치코 야마모토 리오리 호시 카즈노부 타카기 히로아키 오사다 유키 칸가와 켄이치                                                                                  | 이와사 토모코                                                                     | 6월 4일        |
| 제11화 | 雪じゃね? 눈 아냐?                           | 코츠코츠          | 이이다 시게히사                   | 타마다 히로시                   | 이카이 카즈유키 후쿠야마 켄지 타니구치 아키코 아시야 코헤이 | 미시마 치에                                                                       | 6월 11일       |
| 제12화 | 果たし合いじゅね? 결투 아냐?                 | 요시오카 타카오   | 마키노 토모에                     | 무라타 나오키 마키노 토모에     | 사이토 다이스케 무라야마 아야네 야마모토 리오리 하시모토 호다카 호시 카즈노부 이치하시 유이치 와다 카츠유키 나카조노 진 오오노 츠토무 하마다 쇼 토모다 미치코 세븐시즈 | 야히로 유코 이와사 토모코 미시마 치에 후쿠치 토모키 모리카와 유키 하기와라 미치루 | 6월 18일       |
| 제2기  |                                              |                   |                                   |                                 | |                                                                                   |                |
| 제1화  | 転校生じゃね? 전학생 아냐?                   | 요시오카 타카오   | 마키노 토모에                     | 마키노 토모에                   | 오기와라 미치루 사카모토 치요코 코지마 유카 | 이와사 토모코 이시이 유미코 유이 테츠타로                                         | 2025년 4월 7일 |
| 제2화  | つぶつぶじゃね? 물동물동 아냐?               | 코츠코츠          | 야마모토 야스타카 야마모토 리오리 | 야마모토 야스타카 마키노 토모에 | 야마모토 리오리 히네노 유코 이와사 토모코 이시이 유미코 朱央 謝奎 | 야마모토 리오리                                                                   | 4월 14일       |
| 제3화  | 体育祭じゃね? 체육 대회 아냐?                | 아카호시 마사나오 | 나무라 히데토시                   | 무라타 나오키                   | 나무라 히데토시 이와사 토모코 오기와라 미치루 사카모토 치요코 히네노 유코 朱央 劉軍 謝奎                                                                               | 이시이 유미코                                                                     | 4월 21일       |
| 제4화  | アイドルじゃね? 아이돌 아냐?                 | 요시오카 타카오   | 쿠마노 치히로                     | 무라타 나오키                   | 사카모토 치요코 나무라 히데토시 이시이 유미코 사이토 이타루 라플라스 애니메이션                                                                                        | 사카모토 치요코 미시마 치에 야마모토 리오리 오기와라 미치루                       | 4월 28일       |
| 제5화  | 海水浴じゃね？ 해수욕 아냐?                  | 코츠코츠          | 나무라 히데토시                   | 야부우치 유우                   | 사카이 KEI 타케노우치 유키 사이토 카오리 나카무라 요시코 성월동화 에버그린 리바이벌 이시이 유미코                                                                      | 이와사 토모코                                                                     | 5월 5일        |
| 제6화  | 家出じゃね？ 가출 아냐?                      | 아카호시 마사나오 | 후지오카 타케시                   | 무라타 나오키                   | 나무라 히데토시 코지마 유카 이와사 토모코 | 이시이 유미코                                                                     | 5월 12일       |
| 제7화  | 修学旅行じゃね? 수학여행 아냐?               | 아카호시 마사나오 | 나무라 히데토시                   | 야부우치 유우                   | 이케다 카오리 미나미 신이치로 이카이 카즈유키 카네다 에이지 성월동화 에버그린 리바이벌 와시다 토시야 쿠마가이 카요코 이와사 토모코 이시이 유미코                       | 야마모토 리오리                                                                   | 5월 19일       |
| 제8화  | クリスマスじゃね? 크리스마스 아냐?           | 요시오카 타카오   | 이이다 시게히사                   | 무라타 나오키                   | 오기와라 미치루 하시모토 호다카 蒋秋雨 劉宇萌 호리 호노카 라플라스 애니메이션                                                                                          | 미시마 치에                                                                       | 5월 26일       |
| 제9화  | 対決じゃね? 대결 아냐?                       | 아카호시 마사나오 | 츠지 하츠키                       | 키도 코헤이 카와베 신야         | 코사카 미츠키 나무라 히데토시 이치하시 유이치 STUDIO MASSKET 이와사 토모코 이시이 유미코 오기와라 미치루                                                               | 모리야마 타케시                                                                   | 6월 2일        |
| 제10화 | ミュージカルじゃね? 뮤지컬 아냐?             | 야마모토 야스타카 | 츠지 하츠키                       | 야마모토 야스타카               | 오오노 츠토무 사이토 이타루 코사카 미츠키 이시이 유미코 | 사카모토 치요코 야마모토 리오리                                                   | 6월 9일        |
| 제11화 | 文化祭じゃね? 학교 축제 아냐?                | 코츠코츠          | 쿠마노 치히로                     | 카와베 신야                     | 朱央 謝奎 劉軍 章品林 EN.studio 이와사 토모코 이시이 유미코 오기와라 미치루                                                                                            | 張鵬                                                                              | 6월 16일       |
| 제12화 | やっぱり近すぎじゃね? 역시 너무 가깝지 않아? | 요시오카 타카오   | 마키노 토모에                     | 무라타 나오키                   | 사이토 이타루 蒋秋雨 | 오기와라 미치루 이와사 토모코 야마모토 리오리 이시이 유미코                       | 6월 23일       |

| 마이니치 방송·TBS 텔레비전 아니메이즘 B2        | 마이니치 방송·TBS 텔레비전 아니메이즘 B2 | 마이니치 방송·TBS 텔레비전 아니메이즘 B2           |
| 이전 작품                                       | 작품명                                   | 다음 작품                                          |
| ----------------------------------------------- | ---------------------------------------- | -------------------------------------------------- |
| 코드 기어스 반역의 를르슈 (HD디지털 리마스터판) | 아하렌 양은 알 수가 없어(제1기)          | 코드 기어스 반역의 를르슈 R2 (HD디지털 리마스터판) |